# Élections municipales de 2023 à Erevan
Des élections municipales à Erevan, la capitale et plus grande ville d'Arménie, ont lieu le 17 septembre 2023 afin de renouveler les 65 membres de son conseil municipal. 
Le scrutin est une défaite pour la majorité sortante menée par Contrat civil au profit de l'opposition qui remporte de justesse la majorité absolue des sièges, dans un contexte d'abstention record. Cependant, aucun parti n'est en mesure de former seul une majorité. Contrat civil et son allié République parviennent ainsi à réélire Tigran Avinian à la tête de la ville.

## Contexte
Les élections municipales de 2018 ont lieu de manière anticipée à la suite de la démission de l'ancien maire Taron Margarian, membre du HHK, dans le contexte de la révolution arménienne de 2018.
Le scrutin est remporté par l'Alliance « Mon pas » mené par Haïk Maroutian, membre du Contrat civil, en alliance avec le Parti de la mission, tous deux alliés au Premier ministre Nikol Pachinian. Malgré une forte abstention, leur victoire écrasante avec plus de 80 % des suffrages et 56 sièges sur 65 est considérée comme un test très favorable pour ce dernier en vue des élections législatives anticipées au niveau national. Ces dernières sont largement remportées par l'Alliance « Mon pas ». Les tensions causées par la sévère défaite arménienne au cours de la guerre de 2020 au Haut-Karabagh voient le gouvernement de Nikol Pachinian fortement remis en cause. Malgré toute attente, le parti Contrat civil de Pachinian, bien qu'en recul en termes de suffrages, remporte largement les élections malgré des sondages défavorables,.

## Mode de scrutin
Le conseil d'Erevan est composé de 65 sièges pourvus pour cinq ans au scrutin proportionnel plurinominal dans une unique circonscription électorale. Les électeurs votent pour des listes fermées de candidats et les sièges sont répartis entre elles à la proportionnelle en fonction de leurs part des voix, à condition qu'ils franchissent un seuil électoral de 6 % des suffrages exprimés pour les partis, ou de 8 % pour les coalitions de partis. La loi électorale prévoit néanmoins une prime majoritaire si une liste dépasse à elle seule 40 % des voix, celle-ci recueillant d'office une majorité absolue des sièges. À l'inverse, si l'émiettement politique est tel que moins de trois partis franchissent les seuils électoraux, seuls les trois partis arrivés en tête se voient attribuer des sièges. Le conseil municipal élit à son tour le maire d'Erevan, sauf dans le cas où une liste reçoit une majorité absolue des voix, sa tête de liste devenant alors automatiquement maire,,.

## Résultats
| Parti ou coalition       | Parti ou coalition                  | Voix    | %     | Sièges | +/-           |
| ------------------------ | ----------------------------------- | ------- | ----- | ------ | ------------- |
|                          | Contrat civil                       | 75 643  | 32,60 | 24     | N/a           |
|                          | Parti du progrès national d'Arménie | 43 765  | 18,91 | 14     | Nv            |
|                          | Alliance mère Arménie               | 35 739  | 15,44 | 12     | Nv            |
|                          | République                          | 26 236  | 11,33 | 8      | N/a           |
|                          | Parti de la voix publique           | 22 431  | 9,69  | 7      | Nv            |
|                          | Autres partis                       |         |       | 0      | –             |
|                          |                                     |         |       |        |               |
| Suffrages exprimés       | Suffrages exprimés                  | 231 475 |       |        |               |
| Votes blancs et nuls     |                                     |         |       |        |               |
| Total                    | Total                               |         | 100   | 65     | en stagnation |
| Abstention               |                                     |         |       |        |               |
| Inscrits / Participation | Inscrits / Participation            | 824 316 |       |        |               |

## Analyse
Le scrutin connait le plus faible taux de participation de l'histoire de la capitale. Le parti Contrat civil du maire sortant subit un net recul et ne parvient pas à atteindre le seuil de 50 % des voix nécessaire pour faire automatiquement élire maire sa tête de liste, le maire par intérim Tigran Avinian. Avec son allié République, les deux formations détiennent 32 sièges sur 65, contre 33 pour l'opposition. Le caractère désuni de cette dernière rend cependant incertaine l'issue de l'élection du nouveau maire. Avinian est ainsi élu par le conseil municipal par 32 voix, seuls cinq élus d'opposition ayant voté contre mais assuré le quorum, les autres s'abstenant,.